# Chthonius subterraneus
Chthonius subterraneus är en spindeldjursart som beskrevs av Beier 1931. Chthonius subterraneus ingår i släktet Chthonius och familjen käkklokrypare.

## Underarter
Arten delas in i följande underarter:
- C. s. meuseli
- C. s. subterraneus